# Rabbit Hole (filme)
Rabbit Hole (bra: Reencontrando a Felicidade; prt: O Outro Lado do Coração) é um filme de drama estadunidense de 2010, estrelado por Nicole Kidman, Aaron Eckhart, Dianne Wiest e dirigido por John Cameron Mitchell, o roteiro é uma adaptação de David Lindsay-Abaire de sua peça de mesmo nome de 2005. Kidman produziu o projeto através de sua companhia, Blossom Films. O filme estreou no Festival Internacional de Cinema de Toronto de 2010, em setembro de 2010. Lionsgate distribuiu o filme. O enredo trata de um casal lutando para se curar após a morte de seu filho pequeno. Kidman foi aclamada pela crítica por sua performance como Becca Corbett e recebeu indicações ao Oscar, Globo de Ouro e ao Screen Actors Guild de Melhor Atriz. Ele recebeu um lançamento limitado nos Estados Unidos em 17 de dezembro de 2010 e se expandiu por todo o país em 14 de janeiro de 2011.

## Sinopse
Após seu filho morrer em um acidente, o casal  Howie (Aaron Eckhart) e Becca (Nicole Kidman) tenta superar o luto. Enquanto Howie quer manter tudo que lembra ao seu filho, Becca prefere vender.

## Elenco principal
- Nicole Kidman....Becca
- Aaron Eckhart....Howie
- Dianne Wiest....Nat, mãe de Becca
- Miles Teller....Jason, o motorista
- Tammy Blanchard....Izzy, irmã de Becca
- Sandra Oh....Gaby
- Patricia Kalember....Peg
- Mike Doyle....Craig
- Jon Tenney....Rick
- Stephen Mailer....Kevin
- Giancarlo Esposito....Auggie
- Rob Campbell....Rhonda
- Ali Marsh....Donna
- Yetta Gottesman....Ana
- Colin Mitchell....Sam

## Produção
Rabbit Hole foi filmado principalmente na Douglaston, vizinhança do bairro de Queens, Nova Iorque. A produção foi de $4.2 milhões e teve 28 dias de gravações.
Devido a um conflito de agenda, Kidman recusou um papel em You Will Meet a Tall Dark Stranger de Woody Allen, em favor deste filme.
Owen Pallett foi inicialmente programado para compor a trilha, mas, em seguida, foi anunciado Abel Korzeniowski. Em última análise, a posição foi para Anton Sanko.

## Lançamento
The film estreou no Festival Internacional de Cinema de Toronto em setembro de 2010, em seguida, foi lançado em três outros festivais de cinema (Mill Valley Film Festival in October, and both Denver Film Festival, e Rome Film Festival em novembro), e em seguida, abriu no Canadá e nos Estados Unidos em dezembro de 2010.

## Recepção
Festival e outras mostras de avanço do filme têm recebido boas críticas, especialmente para Kidman e Wiest. Kirk Honeycutt de The Hollywood Reporter, disse, "Kidman agarra o foco central da história como a mais distraída dos dois. O desempenho é fascinante, porque ela desempenha essencialmente o filme inteiro em dois níveis, a superfície vida cotidiana e, em seguida, o que está virando uma e outra vez em sua mente". Peter Debruge da Variety
achou "uma tomada refrescante positiva de espírito em infortúnio final do cinema: a superação da morte de uma criança", e chamou-lhe "[a] habilmente expandido" da peça de teatro", com Nicole Kidman e Aaron Eckhart especialistas em entregar, performances discretas. " Roger Ebert deu 3,5 estrelas de 4, chamando-lhe "... divertido e surpreendentemente divertido, dadas as circunstâncias. O filme está em um melhor estado de espírito do que seus personagens. Seu humor vem, como o melhor humor faz, a partir de uma observação aguda da natureza humana. Nós conhecemos as pessoas mais ou menos assim. Sorrimos em reconhecimento". Richard Corliss do Time magazine nomeado um dos 10 melhores filmes de 2010.
O filme foi ovacionado no Festival Internacional de Cinema de Toronto de 2010.
No Rotten Tomatoes, o filme tem uma classificação de 86% "Fresh".

## Diferenças com a peça
A peça tem um elenco de cinco papéis, enquanto que alguns outros personagens como Gabby são apenas mencionados no diálogo. Em contraste, o filme tem um molde de mais de uma dúzia de atores. Embora todo a peça tenha lugar na casa de Becca e Howie, o filme tem uma variedade de localizações. Incidentes passados, tais como má experiência de Becca no grupo de apoio, são referidos no diálogo da peça, mas são retratados na tela no filme. The videos that Howie obsesses over are actually seen in the film, though not in the play. As duas subtramas da relação de Howie com uma mulher do grupo de apoio e a relação de Becca com Jason, o motorista do carro que bateu Danny, ambos têm sido expandida. O filme também adiciona novos personagens que não aparecem na peça: a irmã Izzy e seu namorado e melhor amigo de Howie.
Jason é um aspirante a escritor de história de ficção científica na peça, mas um aspirante a artista de quadrinhos aspirante.
Na opinião do crítico Jim Lane, o filme é mais focado no marido e mulher, e menos de uma peça conjunta.  Lane escreve
No palco, Rabbit Hole é focado firmemente no drama de cinco personagens pontuadamente fortes, flashes surpreendentes de dor e humor. No filme, no entanto, papéis coadjuvantes são aparados em perto de irrelevância, deu uma cotovelada em segundo plano, os holofotes focados em Becca e Howie—ou, mais claramente, em Nicole Kidman e Aaron Eckhart. Aqui está o que David Lindsay-Abaire parece não entender sobre a sua própria peça: É como um átomo em que os cinco personagens são os elétrons que giram em torno do núcleo que faltava que era Danny.... Sem o seu núcleo, esses elétrons oscilam e mangual em suas órbitas, por voltas agarrando e repelir um ao outro.... No filme, cenografia simétrica de Rabbit Hole está dividido entre a armadilha milenar de "abrir" uma peça e o desejo de Hollywood de focar Kidman e Eckhart (que são, afinal, as estrelas)..... O filme orbita Becca e Howie em vez do Danny perdido.
O diretor de uma produção teatral de 2010 de  Rabbit Hole, Robert A. Norman, declarou: "A versão de 2010 do filme estrelado por Nicole Kidman não tinha o humor e esperança do script de palco. Nossa produção terá bastante as duas coisas". No entanto, Abaire, que escreveu tanto a peça de teatro e roteiro, acredita que, "Para o filme, cortamos tanto que quando trabalhamos na peça eu me preocupei que tinha cortado todos os risos. Mas houve todos esses outros risos. Eu não sabia que estavam lá".

## Prêmios e indicações
Venceu
- Denver Film Festival para Excelência em Atuação - Aaron Eckhart[23]
- Heartland Film Festival para Imagem Verdadeiramente em Movimento - Nicole Kidman e Per Saari[24]

Nomeações
- Oscar de melhor atriz - Nicole Kidman
- Alliance of Women Film Journalists Prêmio por Melhor Atriz - Nicole Kidman
- Alliance of Women Film Journalists Prêmio por Melhor Roteiro Adaptado - David Lindsay-Abaire
- Critics Choice Award de melhor atriz - Nicole Kidman
- Chicago Film Critics Association para Melhor Roteiro - David Lindsay-Abaire
- Chlotrudis Awards para Melhor Roteiro Adaptado - David Lindsay-Abaire
- Chlotrudis Awards para Melhor Diretor - John Cameron Mitchell
- Chlotrudis Awards para Melhor Ator Coadjuvante - Miles Teller
- Chlotrudis Awards para Melhor Atriz Coadjuvante - Dianne Wiest
- Dallas-Fort Worth Film Critics Association para Melhor Atriz - Nicole Kidman
- Detroit Film Critics Society para Melhor Atriz - Nicole Kidman
- Globo de Ouro para Melhor Atriz em Filme de Drama - Nicole Kidman
- Houston Film Critics Society para Melhor Atriz - Nicole Kidman
- Independent Spirit para Melhor Diretor - John Cameron Mitchell
- Independent Spirit para Melhor Atriz - Nicole Kidman
- Independent Spirit para Melhor Ator - Aaron Eckhart
- Independent Spirit para Melhor Rotiro - David Lindsay-Abaire
- Italian Online Movie Awards para Melhor Atriz - Nicole Kidman
- Las Vegas Film Critics Society Awards para Melhor Atriz - Nicole Kidman
- Online Film Critics Society para Melhor Atriz - Nicole Kidman
- San Diego Film Critics Society para Melhor Ator - Aaron Eckhart
- Satellite Award para Melhor Atriz em Cinema - Nicole Kidman
- Satellite Award para Melhor Atriz Coadjuvante no Cinema - Dianne Wiest
- Screen Actors Guild para Melhor Atriz no Cinema - Nicole Kidman
- St. Louis Gateway Film Critics Association para Melhor Atriz - Nicole Kidman
- Utah Film Critics Association para Melhor Atriz - Nicole Kidman
- Washington D.C. Area Film Critics Association para Melhor Atriz - Nicole Kidman[carece de fontes?]